# Katarská diplomatická krize 2017

Katar
Země, které s Katarem přerušily diplomatické styky
Země, které s Katarem omezily diplomatické styky
Mezinárodně neuznávaná vláda v Tobrúku

Katarská diplomatická krize 2017 vznikla v červnu 2017 jako výsledek toho, že několik zemí s Katarem náhle přerušilo jakékoliv diplomatické vztahy, uzavřelo hranice, dopravní spojení a zavedlo sankce. Konkrétně se jednalo o Saúdskou Arábii, Spojené arabské emiráty, Bahrajn a Egypt. Později se přidaly Jemen, Maledivy, Mauritánie, Komorské ostrovy a Jordánsko. Katar od sebe izolovalo přes deset blízkovýchodních i afrických států. Jako důvod tyto země uvedly, že Katar podporuje teroristické organizace a destabilizuje bezpečnost v regionu. Tyto země zrušily a zakázaly veškeré cestování do Kataru, přerušily s Katarem obchod a stáhly odsud své diplomaty a občany.

## Následky
Katar vznesená obvinění popírá a svou zahraniční politiku nehodlá změnit. Tvrdí, že blokáda je porušením mezinárodního práva. Následkem této krize je zdražení ropy. Kvůli zastavení dodávek jídla okolních zemí ho začalo dodávat především Turecko a Írán – pro zásobování byl vytvořený letecký most.
Letecké společnosti Gulf Air, EgyptAir, FlyDubai, Air Arabia, Saudia, Etihad Airways a Royal Air Maroc přestaly létat do Kataru. Zároveň bylo zakázáno katarským leteckým společnostem, tedy hlavně Qatar Airways, létat přes území dotčených států.

## Požadavky
23. června 2017 byl Kataru prostřednictvím Kuvajtu předložen tento seznam 13 požadavků:
- Přerušit diplomatické vazby s Íránem.
- Ukončit vojenskou přítomnost Turecka v Kataru a přerušit jakoukoliv společnou vojenskou spolupráci s Tureckem na území Kataru
- Zastavit vysílání televize Al-Džazíra.
- Uzavřít zpravodajské stanice jako Arabi21, Rassd, Al Araby Al-Jadeed a Middle East Eye.
- Přerušit všechny vazby na teroristické organizace jako Muslimské bratrstvo, Islámský stát, Al-Káida, palestinský Hamás a libanonský Hizbaláh.
- Zastavit financování těchto skupin.
- Zastavit veškeré kontakty s politickou opozicí v Saúdské Arábii, Spojených arabských emirátech, Bahrajnu a v Egyptě.
- Vydat teroristy a osoby, o které mají tyto země zájem.
- Přestat vydávat občanství lidem, kteří jsou těmito zeměmi hledáni.
- Zaplatit reparace a kompenzace.
- Uzavřít vojenské, politické, sociální a ekonomické spojenectví s ostatními zeměmi Perského zálivu.
- Souhlasit se všemi požadavky do 10 dní.
- Souhlasit s monitorováním naplňování těchto požadavků po dobu 10 let.

Suma, kterou má Katar zaplatit zatím nebyla upřesněna, stejně tak jako nebylo upřesněno, co tyto země udělají, pokud se Katar nepodvolí. Ten dříve prohlásil, že nepřijme žádné "cizí diktáty". Turecko blokádu Kataru odsoudilo a odmítlo uzavřít svou vojenskou základnu. Naopak nedávno schválilo posílení své vojenské přítomnosti v zemi. Kromě Turecka a Kuvajtu se snaží jednání o ukončení sporu zprostředkovat i Maroko, Pákistán či Francie.

## Ukončení krize
Dne 5. ledna 2021 uzavřely Saúdská Arábie, SAE, Bahrajn a Egypt dohodu o ukončení blokády Kataru. Dohodu pomohl zprostředkovat Kuvajt, ale spekuluje se také o vlivu americké diplomacie v čele s prezidentovým poradcem Jaredem Kushnerem. Za hlavní důvod obnovení spolupráce se považuje snaha o vytvoření koalice proti Íránu.